# Thomas François Dalibard
Thomas François Dalibard (* 1703 in Crannes-en-Champagne; † 1779 in Paris) war ein französischer Naturforscher.

## Leben und Wirken
Dalibard war Botaniker und war der Erste in Frankreich, der das Sexualsystem der Pflanzen von Carl von Linné benutzte. Dalibard tat dies in seiner Florae Parisiensis von 1749.
Dalibard übersetzte die 1751 in London veröffentlichten Experiments and Observations (als Expériences et observations sur l'électricité, Paris 1752, 2. Auflage 1756) von Benjamin Franklin. Das geschah auf Anregung des Naturforschers Georges-Louis Leclerc de Buffon, dem Franklin ein Exemplar zuschickte. Franklins Untersuchungen insbesondere zur Möglichkeit von Blitzableitern fanden damals große Aufmerksamkeit in Europa. Dalibard unternahm darauf selbst ein von Franklin angeregtes Experiment am 10. Mai 1752 in Marly-la-Ville: Eine spitze, gegen den Boden isolierte lange Metallstange schlug Funken bei Gewitter. Die Ausführung überließ er dabei einem ehemaligen Dragoner im Ruhestand.
Die erste Auflage seiner Übersetzung von Franklins Buch enthielt auch eine kurze Geschichte der Experimente zur Elektrizität in Frankreich vor Franklin, die zweite Auflage einen Abschnitt zu seinen eigenen Experimenten in Anschluss an Franklin.
Dalibard wiederholte auch ein Experiment von Franklin zum Einfluss von Elektrizität auf Magnetismus. Franklin fand, dass man manchmal magnetisierte Eisennadeln durch Elektrizität umpolen konnte, hielt das aber für Zufall und war der Ansicht, Elektrizität und Magnetismus hätten nichts miteinander zu tun. Dalibard meinte hingegen bei Wiederholung des Experiments fälschlicherweise, einen Zusammenhang gefunden zu haben.
Er übersetzte die Geschichte der Inkas von Garcilaso de la Vega, veröffentlicht in Paris 1774 (Histoire des Incas, rois du Pérou).

## Ehrungen
Carl von Linné benannte ihm zu Ehren die Gattung Dalibarda der Pflanzenfamilie der Rosengewächse (Rosaceae). Die Gattung ist ein Synonym der Gattung Rubus.

## Schriften (Auswahl)
- Florae parisiensis prodromus, ou, Catalogue des plantes qui naissent dans les environs de Paris. Durand [et] Pissot, Paris 1749 (Digitalisat).